# Acanthodelta chamaeleon
Acanthodelta chamaeleon är en fjärilsart som beskrevs av Achille Guenée 1852. Acanthodelta chamaeleon ingår i släktet Acanthodelta och familjen nattflyn. Inga underarter finns listade i Catalogue of Life.